# ドゥミトル・ミトリツァ
ドゥミトル・ドリアン・ミトリツァ（ルーマニア語: Dumitru Dorian Mitriță、1971年6月23日 - ）は、ルーマニアの元サッカー選手。元ルーマニア代表。ポジションはDF。

## クラブ歴
1990年にCSウニヴェルシタテア・クラヨーヴァで選手となったが、翌年にクラブが解散した。そのため、エレクトロプテレ・クラヨーヴァに加入。
1994年にCSウニヴェルシタテア・クラヨーヴァの後継となったFCウニヴェルシタテア・クラヨーヴァに加入。
1997年にSCヘーレンフェーンに移籍。
2000年にFCステアウア・ブカレストに移籍。2003年にエレクトロプテレ・クラヨーヴァから改名したエクステンシヴ・クラヨーヴァに加入し、翌年選手を引退した。

## 代表歴
1999年3月3日に行われたエストニア代表との親善試合で代表唯一の出場を果たした。

## 私生活
甥のアレクサンドル・ミトリツァもルーマニア代表のサッカー選手。